# Neoglyphidodon nigroris
Neoglyphidodon nigroris là một loài cá biển thuộc chi Neoglyphidodon trong họ Cá thia. Loài này được mô tả lần đầu tiên vào năm 1830.

## Từ nguyên
Từ định danh của chi được ghép bởi 2 âm tiết trong tiếng Latinh: niger ("đen") và ori ("miệng"), hàm ý đề cập đến bờ môi màu đen của loài cá này.

## Phạm vi phân bố và môi trường sống
N. nigroris có phạm vi phân bố rộng khắp khu vực Ấn Độ Dương - Thái Bình Dương. Từ biển Andaman, loài này được tìm thấy trải dài đến vùng biển các nước Đông Nam Á ở Thái Bình Dương, mở rộng phạm vi về phía đông đến các đảo quốc thuộc châu Đại Dương như Palau, quần đảo Solomon và Vanuatu, ngược lên phía bắc đến đảo Đài Loan và quần đảo Ryukyu (Nhật Bản), xuống phía nam đến vùng biển phía bắc Úc.
Loài này thường tập trung gần những rạn san hô trong các đầm phá nông và vùng biển ngoài khơi, độ sâu đến ít nhất là 23 m.

## Mô tả
N. nigroris có chiều dài cơ thể tối đa được ghi nhận là 14 cm. Cá con và cá trưởng thành của N. nigroris có màu sắc hoàn toàn khác biệt. Cá trưởng thành thường có màu nâu sẫm toàn cơ thể, nhưng nhiều cá thể lại có phần thân sau, toàn bộ vây đuôi, vây hậu môn và vây lưng sau là màu vàng (biến dị kiểu hình nâu-vàng này từng được xem là một loài với danh pháp là N. xanthurus). Dưới mắt, trên xương trước nắp mang và nắp mang có một vạch đen. Cá con có màu vàng tươi với một cặp sọc ngang màu đen.
Số gai ở vây lưng: 13; Số tia vây ở vây lưng: 13–14; Số gai ở vây hậu môn: 2; Số tia vây ở vây hậu môn: 13–15; Số gai ở vây bụng: 1; Số tia vây ở vây bụng: 5; Số tia vây ở vây ngực: 17; Số lược mang: 22–26.

## Sinh thái học
Thức ăn của N. nigroris là tảo, động vật giáp xác và một số loài thuộc Phân ngành Sống đuôi. Cá đực có tập tính bảo vệ và chăm sóc trứng.

## Cá cảnh
Cá con của N. nigroris thường được đánh bắt trong ngành buôn bán cá cảnh.